# アイオワ州知事
アイオワ州知事は、アメリカ合衆国のアイオワ州における知事。

## 歴代知事
| 代 | 氏名                             | 在任期間       | 在任期間       | 所属政党   |
| -- | -------------------------------- | -------------- | -------------- | ---------- |
| 1  | アンセル・ブリッグス             | 1846年12月3日  | 1850年12月4日  | 民主党     |
| 2  | ステファン・ヘンプステッド       | 1850年12月4日  | 1854年12月9日  | 民主党     |
| 3  | ジェイムズ・グライムズ           | 1854年12月9日  | 1858年1月13日  | ホイッグ党 |
| 4  | ラルフ・ロウ                     | 1858年1月13日  | 1860年1月11日  | 共和党     |
| 5  | サミュエル・J・カークウッド      | 1860年1月11日  | 1864年1月14日  | 共和党     |
| 6  | ウィリアム・ストーン             | 1864年1月14日  | 1868年1月16日  | 共和党     |
| 7  | サミュエル・マーリル             | 1868年1月16日  | 1872年1月11日  | 共和党     |
| 8  | キルス・カーペンター             | 1872年1月11日  | 1876年1月13日  | 共和党     |
| 9  | サミュエル・J・カークウッド      | 1876年1月13日  | 1877年2月1日   | 共和党     |
| 10 | ジョシュア・ニューボルド         | 1877年2月1日   | 1878年1月17日  | 共和党     |
| 11 | ジョン・ゲアー                   | 1878年1月17日  | 1872年1月12日  | 共和党     |
| 12 | ビューレン・シェアマン           | 1872年1月12日  | 1886年1月14日  | 共和党     |
| 13 | ウィリアム・ラーレイビー         | 1886年1月14日  | 1890年2月27日  | 共和党     |
| 14 | ホレイス・ボイズ                 | 1890年2月27日  | 1894年1月11日  | 民主党     |
| 15 | フランク・ジャクソン             | 1894年1月11日  | 1896年1月16日  | 共和党     |
| 16 | フランシス・M・ドレイク          | 1896年1月16日  | 1898年1月13日  | 共和党     |
| 17 | レスリー・ショウ                 | 1898年1月13日  | 1902年1月16日  | 共和党     |
| 18 | アルバート・カミンズ             | 1902年1月16日  | 1908年11月24日 | 共和党     |
| 19 | ウォーレン・ガースト             | 1908年11月24日 | 1909年1月14日  | 共和党     |
| 20 | ベリル・キャロル                 | 1909年1月14日  | 1913年1月16日  | 共和党     |
| 21 | ジョージ・クラーク               | 1913年1月16日  | 1917年1月11日  | 共和党     |
| 22 | ウィリアム・ハーディング         | 1917年1月11日  | 1921年1月13日  | 共和党     |
| 23 | ネイサン・E・ケンドール          | 1921年1月13日  | 1925年1月15日  | 共和党     |
| 24 | ジョン・ハンミル                 | 1925年1月15日  | 1931年1月15日  | 共和党     |
| 25 | ダニエル・ウェブスター・ターナー | 1931年1月15日  | 1933年1月12日  | 共和党     |
| 26 | クライド・ハーリング             | 1933年1月12日  | 1937年1月14日  | 民主党     |
| 27 | ネルソン・ラスケル               | 1937年1月14日  | 1939年1月12日  | 民主党     |
| 28 | ジョージ・ウィルソン             | 1939年1月12日  | 1943年1月14日  | 共和党     |
| 29 | ボーアク・ヒッケンルーパー       | 1943年1月14日  | 1945年1月11日  | 共和党     |
| 30 | ロバート・ブルー                 | 1945年1月11日  | 1949年1月13日  | 共和党     |
| 31 | ウィリアム・ビーズレイ           | 1949年1月13日  | 1954年11月21日 | 共和党     |
| 32 | レオ・エルソン                   | 1954年11月22日 | 1955年1月13日  | 共和党     |
| 33 | レオ・ホエ                       | 1955年1月13日  | 1957年1月17日  | 共和党     |
| 34 | ハーシェル・ラヴレス             | 1957年1月17日  | 1961年1月12日  | 民主党     |
| 35 | ノーマン・エルベ                 | 1961年1月12日  | 1963年1月17日  | 共和党     |
| 36 | ハロルド・ヒューズ               | 1963年1月17日  | 1969年1月1日   | 民主党     |
| 37 | ロバート・フルトン               | 1969年1月1日   | 1969年1月16日  | 民主党     |
| 38 | ロバート・レイ                   | 1969年1月16日  | 1983年1月14日  | 共和党     |
| 39 | テリー・ブランスタッド           | 1983年1月14日  | 1999年1月15日  | 共和党     |
| 40 | トマス・ジェイムズ・ヴィルサック | 1999年1月15日  | 2007年1月12日  | 民主党     |
| 41 | チャット・カルヴァー             | 2007年1月12日  | 2011年1月14日  | 民主党     |
| 42 | テリー・ブランスタッド           | 2011年1月14日  | 2017年5月24日  | 共和党     |
| 43 | キム・レイノルズ                 | 2017年5月24日  | （現職）       | 共和党     |